# Pavla Makuc
Pavla Makuc, italijanska učiteljica slovenskega rodu, * 26. junij 1886, Podgora pri Gorici, Avstro-Ogrska, † 15. oktober 1962, Gorica, Italija.

## Življenje in delo
Rodila se je v slovenski družini očetu Karlu in materi Karolini Makuc rojeni Rojic v Podgori. Osnovno šolo je obiskovala v rojstnem kraju, ter končala učiteljišče v Gorici. Po maturi je službovala na osnovni šoli v Gorici (1905-1915), ter na raznih zavodih v begunskih taboriščih na Dunaju, Brucku an der Leihti (Spodnja Avstrija) in Strnišču (1915-1920). Ko se je po vojni vrnila v Gorico je službovala na italijanski osnovni šoli »Elvira Frinta« (1920-1922), na pripravnici za goriško Alojzijevišče (1923-1933), na slovenski osnovni šoli v Gorici in Štandrežu (1943-1960). Vmes je bila v letih 1943−1947 vzgojiteljica na osnovni šoli v Gorici v Randacciovi ulici. Leta 1960 se je upokojila. V letih 1910-1935 je bila predstojnica dekliške Marijine družbe v Gorici. Ker ni želela poučevati v italijanskih šolah je  v letih 1933−1943 pustila javno službo in se preživljala s privatnim poukom nemščine. Makučeva je na slovenskih šolah in Marijini družbi pospeševala slovensko zborovsko petje in odrske nastope. V Alojzijevišču je deset let pripravljala slovenske dečke na sprejemne izpite za sprejem v gimnazijo, med prvo vojno pa skrbela za šolanje begunskih otrok s Primorske.